# Sunset Beach
Sunset Beach este o telenovelă americană care a fost difuzată pe NBC între 6 ianuarie 1997 și 31 decembrie 1999. Serialul urmărește iubirile și viețile oamenilor care trăiesc în zona de coastă Orange County numită Sunset Beach, pe coasta Californiei.

## Rezumat
În cei aproape trei ani de existență au variat de la cele tradiționale la cele supranaturale. Una dintre primele povești se referea la o poveste de dragoste pe internet. Meg Cummings, o fermieră din Kansas, și-a descoperit logodnicul, Tim Truman, înșelând-o în ziua nunții lor. Meg vorbise online cu SB, un bărbat care locuia în Sunset Beach, California. După ce l-a prins pe Tim cu domnișoara ei de onoare, Meg a fugit în Sunset Beach în căutarea lui SB, care s-a dovedit a fi Ben Evans, un om de afaceri bogat și văduv. 
Primul an al serialului s-a învârtit în jurul urmăririi lui Ben de către Meg (inclusiv pătrunderea pentru scurt timp în casa lui, furtul unui jurnal pe care l-a găsit acolo și îmbrăcarea în hainele defunctei sale soții), care inițial nu era interesat de ea, și dezvoltarea treptată a unei idile între ei. O intrigă secundară a arătat relația antagonică dintre Meg și Annie Douglas, cea mai bună prietenă de lungă durată a lui Ben. Meg o ura pe Annie pentru că era apropiată de Ben și dorea să o elimine din viața lui; Annie o ura pe Meg din gelozie pentru relația ei cu Ben.  Problemele lor au atins apogeul cu o bătaie fizică într-o cadă cu hidromasaj. Fostul logodnic al lui Meg, Tim Truman, a urmat-o pe aceasta la Sunset Beach pentru a o recuceri și a sfârșit prin a deveni aliatul și aproape interesul amoros al lui Annie.  După ce Meg și Annie și-au depășit neînțelegerile, Meg s-a confruntat cu o nouă problemă când a început să-l suspecteze pe Ben că este un criminal, deși această linie a fost dezvoltată pentru a conduce la povestea de pe insula terorii.
Meg și Ben au devenit unul dintre primele cupluri ale serialului, alături de hoțul de bijuterii Cole Deschanel și moștenitoarea locală Caitlin Richards. Cole s-a culcat cu Caitlin și a lăsat-o însărcinată atât pe Caitlin, cât și pe nefericita mamă alcoolică a acesteia, Olivia Richards. Olivia și diabolicul ei fost soț, Gregory Richards, au plănuit să fure copilul lui Caitlin și să-l treacă drept al Oliviei pentru a rupe relația lui Caitlin cu Cole, pe care părinții ei îl dezaprobă din cauza trecutului său infracțional. Caitlin a pierdut copilul într-un accident de mașină când a aflat despre planul oribil al părinților ei și a plănuit să își însceneze restul sarcinii și să adopte un copil pe care să îl treacă drept al ei, deoarece era îngrijorată că incapacitatea ei de a avea copii ar putea cauza probleme în căsnicia ei cu Cole. Ea a apelat la ajutorul lui Annie, care încerca în secret să îi despartă pe Olivia și Gregory, din cauza unei clauze din testamentul tatălui ei care prevedea că ea va primi moștenirea doar dacă se căsătorește cu Gregory, Annie a drogat-o pe Olivia și i-a furat copilul, spunându-i că acesta s-a născut mort. Caitlin și-a crescut frățiorul vitreg până când o Olivia îndurerată a aflat adevărul. Olivia s-a reunit în cele din urmă cu fiul ei.

## Distribuție

### Personaje principale
| Caractere                  | Actori                 | An      | Episoade                   |
| -------------------------- | ---------------------- | ------- | -------------------------- |
| Olivia Richards            | Lesley-Anne Down       | 1997–99 | 1―755                      |
| Gregory Richards           | Sam Behrens            | 1997–99 | 1―755                      |
| Ricardo Torres             | Hank Cheyne            | 1997–99 | 1―755                      |
| Paula Stevens              | Laura Elena Harring    | 1997    | 1―236                      |
| Gabi Martinez Torres       | Priscilla Garita       | 1997–99 | 30―755                     |
| Casey Mitchum              | Timothy Adams          | 1997–99 | 1―755                      |
| Rae Chang                  | Kelly Hu               | 1997    | 2―108                      |
| Elaine Stevens             | Leigh Taylor-Young     | 1997    | 1―236                      |
| Eddie Connors              | Peter Barton           | 1997–99 | 1―342                      |
| Michael Bourne             | Jason Winston George   | 1997–99 | 1―755                      |
| Vanessa Hart               | Sherri Saum            | 1997–99 | 4―755                      |
| Bette Katzenkazrahi        | Kathleen Noone         | 1997–99 | 1―755                      |
| Annie Douglas Richards     | Sarah G. Buxton        | 1997–99 | 1―755                      |
| Ben Evans                  | Clive Robertson        | 1997–99 | 1―755                      |
| Meg Cummings               | Susan Ward             | 1997–99 | 1―669, 726―755             |
| Meg Cummings               | Sydney Penny           | 1999    | 673―723                    |
| Tim Truman                 | Dax Griffin            | 1997–99 | 1―722, 755                 |
| Sean Richards              | Randy Spelling         | 1997–99 | 5―755                      |
| Tiffany Thorne             | Adrienne Frantz        | 1997    | 1―93                       |
| Tiffany Thorne             | Jennifer Banko-Stewart | 1997    | 96―159                     |
| Mark Wolper                | Nick Stabile           | 1997–98 | 1―258                      |
| Cole Deschanel             | Ashley Hamilton        | 1997    | 11―32                      |
| Cole Deschanel             | Eddie Cibrian          | 1997–99 | 34―700, 755                |
| Caitlin Richards Deschanel | Vanessa Dorman         | 1997–98 | 7―364                      |
| Caitlin Richards Deschanel | Kam Heskin             | 1998–99 | 368―755                    |
| Virginia Harrison          | Dominique Jennings     | 1997–99 | 50―542                     |
| Jimmy Harrison             | V.P. Oliver            | 1997    | 52―242                     |
| Jimmy Harrison             | Jeffery Wood           | 1998–99 | 261―555                    |
| Tyus Robinson              | Russell Curry          | 1997–99 | 118―580, recurring 587―755 |
| Derek Evans                | Clive Robertson        | 1998–99 | 256―357, 467, 673―744      |
| Hank Cummings              | John Martin            | 1997–99 | 270―755, recurring 175―196 |
| Joan Cummings              | Carol Potter           | 1997–99 | 270―755, recurring 1―232   |
| Sara Cummings              | Lauren Woodland        | 1998    | 328―336                    |
| Sara Cummings              | Shawn Batten           | 1998–99 | 337―755                    |
| Antonio Torres             | Nick Kiriazis          | 1998–99 | 271―755                    |
| A.J. Deschanel             | Gordon Thomson         | 1998–99 | 337―755                    |
| Emily Davis                | Cristi Harris          | 1998–99 | 347―755                    |
| Maria Torres-Evans         | Christina Chambers     | 1998–99 | 373―755                    |
| Francesca Vargas           | Lisa Guerrero          | 1998–99 | 382―579, recurring 592―610 |
| Leo Deschanel              | David Matthiessen      | 1998–99 | 386―556                    |
| Amy Nielsen                | Krissy Carlson         | 1997–99 | 425―755, recurring 242―416 |
| Brad Niklaus               | Michael Strickland     | 1998–99 | 425―755, recurring 359―416 |
| Tess Marin                 | Tracy Melchior         | 1999    | 541―755                    |
| Benjy Evans                | Chase Parker           | 1999    | 545―755                    |
| Jude Cavanaugh             | Sean Kanan             | 1999    | 664―755                    |

### Personaje secundare
| Caractere            | Actori               | An      |
| -------------------- | -------------------- | ------- |
| Lena Hart            | Mariann Aalda        | 1998–99 |
| Melinda Fall         | Elizabeth Alley      | 1998    |
| Officer Sam Spencer  | David Andriole       | 1997–99 |
| Dr. Luisa Estrada    | Ana Auther           | 1998-99 |
| Chief Harris         | Fran Bennett         | 1997    |
| Sister Bertrille     | Rebecca Brooks       | 1998–99 |
| Carl Brock           | Gerard Christopher   | 1997–99 |
| Carmen Torres        | Margarita Cordova    | 1997–99 |
| Quint                | Keene Curtis         | 1997–98 |
| Hillary Nichols      | Terry Davis          | 1998    |
| Jade Sheridan        | Sandra Dee Robinson  | 1997–98 |
| Passenger            | David Doyle          | 1997    |
| Wayne Landry         | Henry Gibson         | 1999    |
| Mrs Moreau           | Joyce Guy            | 1998–99 |
| Selita Jones         | Lynn Hamilton        | 1997–98 |
| Margaret Raynor      | Estelle Harris       | 1999    |
| Officer Oscar Ruiz   | Andre Khabbazi       | 1997–99 |
| Captain James Nelson | Bernie Kopell        | 1998    |
| Lena Hart            | Lillian Lehman       | 1997–98 |
| Alex Mitchum         | Barbara Mandrell     | 1997–98 |
| Nurse Ronnie         | Cyndi Martino        | 1998    |
| Summons Server       | Eddie Mekka          | 1998    |
| Doug                 | Steve Nave           | 1998    |
| Mrs. Alton           | Myrna Niles          | 1999    |
| Charles Dunwoody     | John O'Leary         | 1997    |
| Benjy Evans          | Chasen Parker        | 1999    |
| Del Douglas          | John Reilly          | 1997–99 |
| Bernie Nielsen       | Mark Ritter          | 1998    |
| Philip Vargas        | Michael Sabatino     | 1998    |
| Mr. Talley           | Mik Scriba           | 1998    |
| Patricia Steele      | Susan Seaforth Hayes | 1999    |
| Vincent Duke         | Aaron Spelling       | 1998    |
| Jerry Feller         | Jerry Springer       | 1999    |
| Jada                 | J. Karen Thomas      | 1998–99 |
| Julianna Deschanel   | Constance Towers     | 1997    |
| Wei-Lee Young        | Steven Vincent Leigh | 1997    |
| Joseph Wapner        | el însuși            | 1999    |

## Transmisie în România
În România, Sunset Beach a fost difuzat pe TVR 1 în anii 1998-1999 la ora 19:00 din toate cele 755 de episoade și reluarea a fost difuzată pe TVR 2 la ora 12:00 din toate cele 755 de episoade.